# ريس شونفيلد
موريس وولف «ريس» شونفيلد (بالإنجليزية: Maurice Wolfe "Reese" Schonfeld)‏ ‏(5 نوفمبر 1931 - 28 يوليو 2020) صحفي تلفزيوني ومدير تنفيذي أمريكي. وفي الأصل محام، وكان أحد مؤسسي سي إن إن في أوائل الثمانينيات.